# Fernando Rioja Medel
Fernando Rioja Medel, I conde de Rioja de Neila (Neila, 30 de mayo de 1860-Valparaíso, 10 de julio de 1922), fue un empresario español, con actividad en Chile.

## Biografía
Nacido en el municipio español de Neila, en la provincia de Burgos, el 30 de mayo de 1860, emigró a Chile, donde se convirtió en un destacado empresario en diversos sectores: tabaco, imprenta y agricultura, entre otros. Falleció en su «hacienda de Alcones» en 1922. Poco antes de morir había sido recompensando por el monarca Alfonso XIII con un título nobiliario: el condado de Rioja de Neila.